# Kettingpons

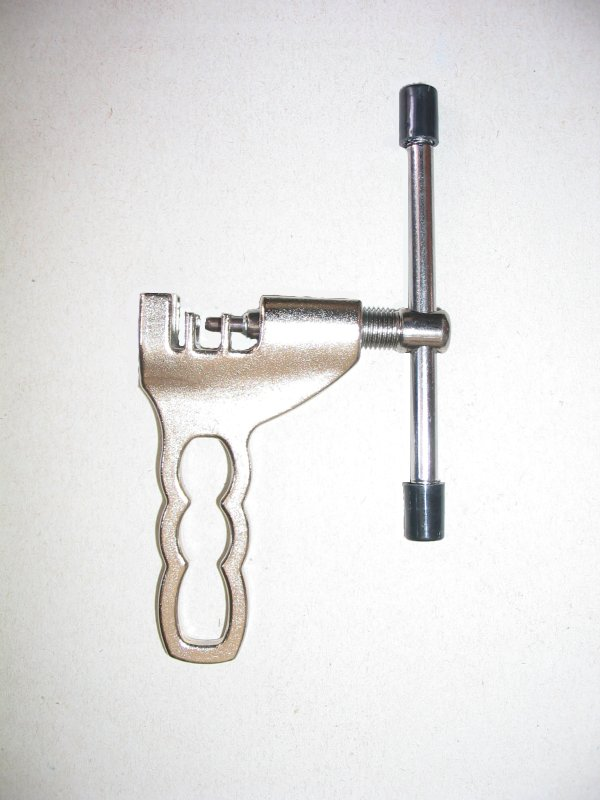
Kettingpons

Een kettingpons is een stuk gereedschap waarmee een fietsketting op de juiste lengte kan worden gebracht.

## Werking
Met behulp van een kettingpons kan een pen in de ketting geheel of gedeeltelijk uit- of ingedraaid worden om de ketting van het juiste aantal schakels te voorzien. De kettingpons is daartoe uitgerust met een drukstift die een kleinere diameter heeft dan de pen in de ketting. De stift is bevestigd aan een schroefmechaniek zodat de stift uit- of ingedraaid kan worden.
Om een pen uit de ketting te kunnen drukken, wordt de ketting zodanig in de kettingpons gelegd dat die in de daartoe bestemde nok(ken) valt en de pen met de stift in een lijn komen te liggen. Met het uitdraaien van de stift zal de pen vervolgens door de stift steeds verder uit de ketting worden gedrukt.

## Sluiten
Het sluiten van de ketting is afhankelijk van het type fietsketting. Sommige kettingen kunnen weer gesloten worden door met de kettingpons een bestaande en niet geheel uitgedrukte pen terug te drukken met de kettingpons. Bij andere kettingen dient de pen geheel uitgedrukt te worden met de kettingpons, waarna een speciale pen gebruikt dient te worden om de ketting weer te sluiten. Tevens bestaan er speciale sluitschakels die zonder kettingpons de ketting kunnen sluiten.

## Afbeeldingen

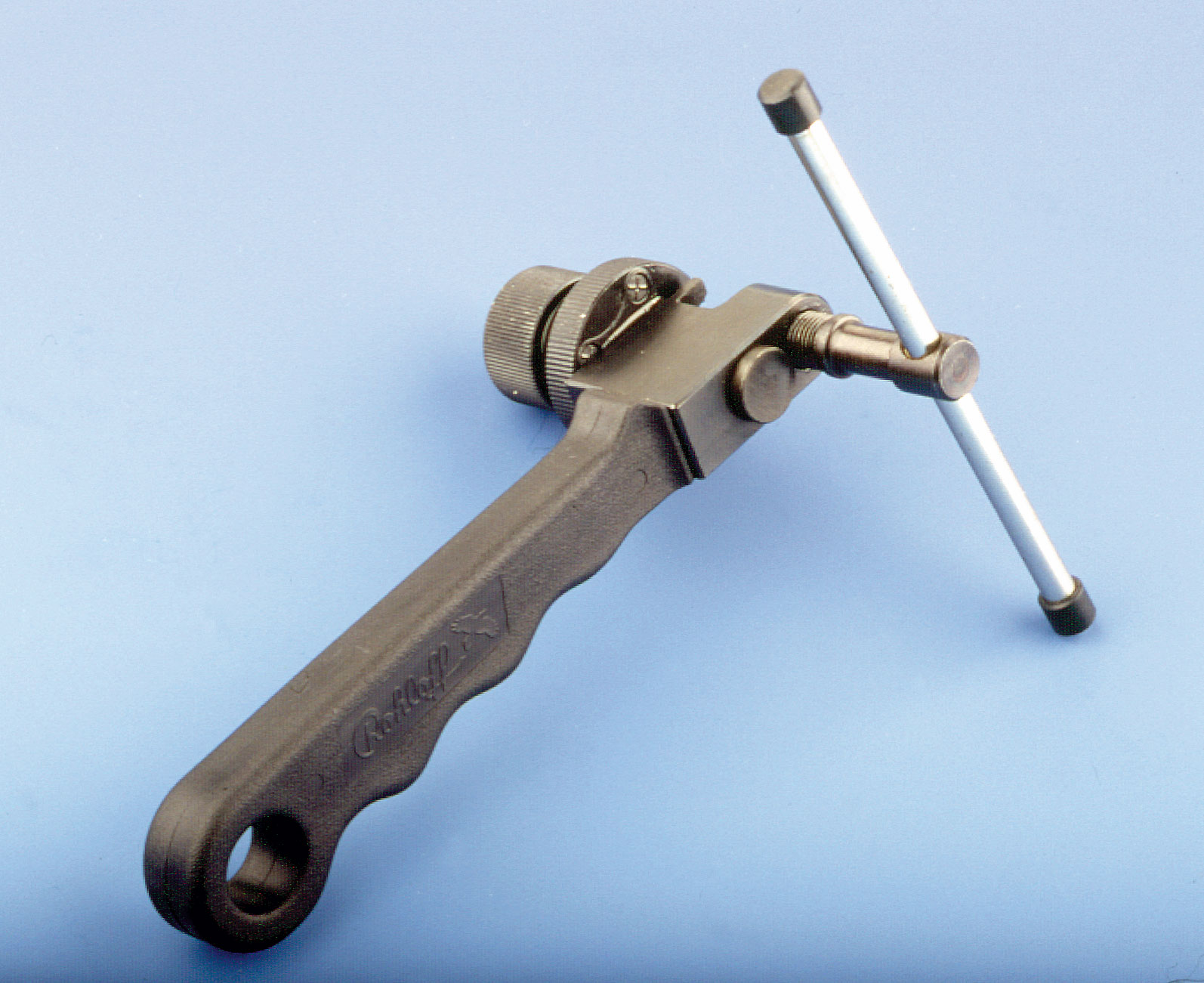
Professionele kettingpons
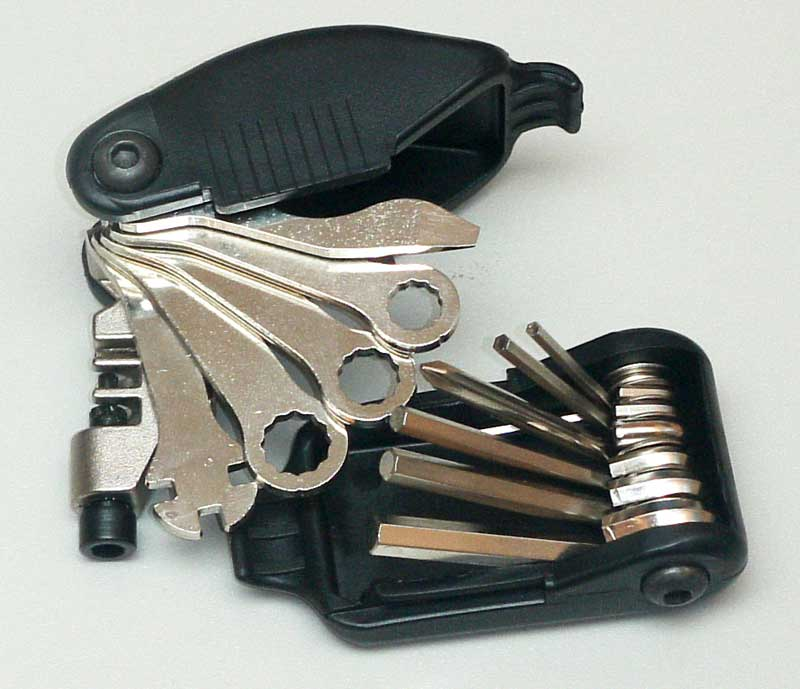
Kettingpons op een multitool
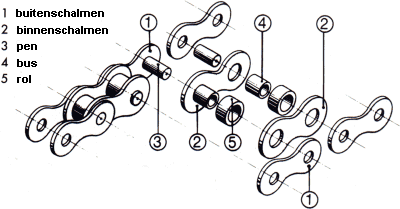
Een fietsketting in onderdelen. Noot: bij veel kettingen zijn de busjes vervangen door uitstulpingen van de binnenschalmen.
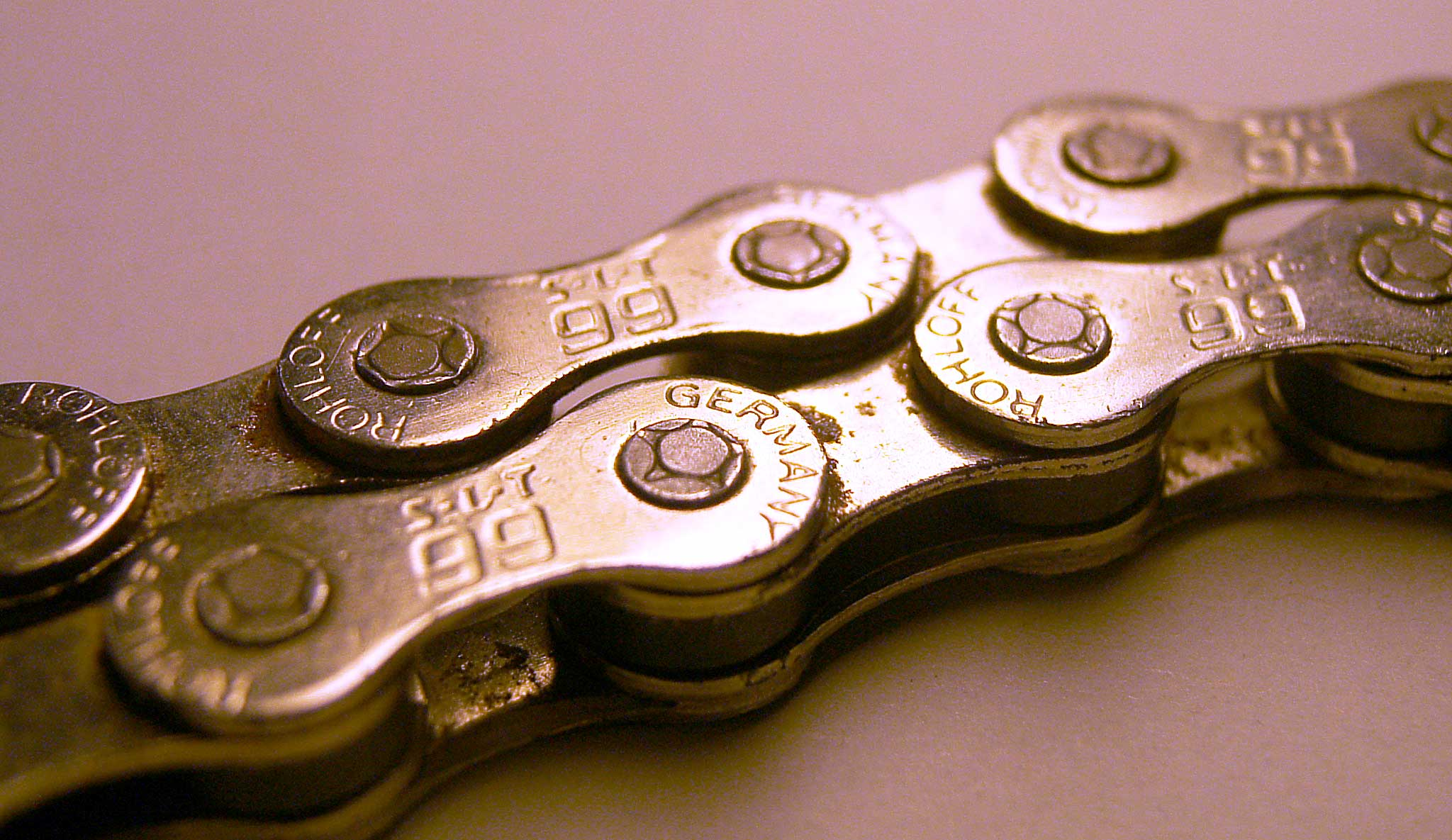
Fietsketting met de pennen goed zichtbaar
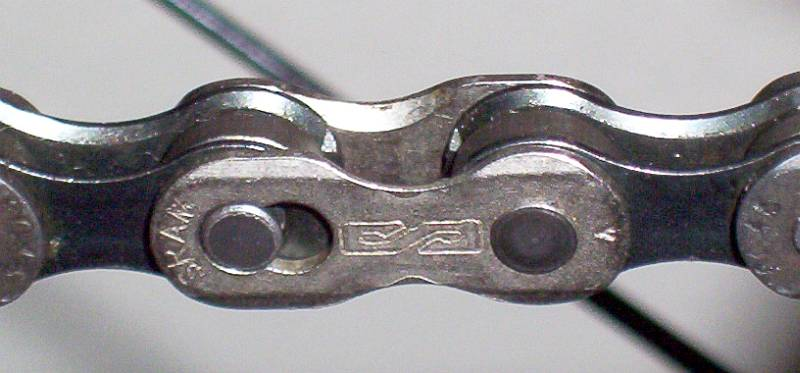
Speciale sluitschakel waarmee een ketting zonder kettingpons gesloten kan worden